# Classification HRAC des herbicides
La classification HRAC des herbicides est la répartition des substances actives herbicides établie, selon leurs modes d'action, par l'Herbicide Resistance Action Committee (HRAC) en 23 groupes et sous-groupes (groupes notés de A à Z, plus un groupe non déterminé).

## Classification
Les substances actives des herbicides sont classées dans les groupes suivants,
 :
| Code                               | Modes d'action | Classes de substances actives                              | Risque de sélection de biotypes résistants | Substances actives                      |  |
| ---------------------------------- | --- | ---------------------------------------------------------- | ------------------------------------------ | --------------------------------------- |  |
| A                                  | Inhibiteurs de l'acétyl-coenzyme A carboxylase (ACCase)                                                                | Aryloxyphénoxypropionate (FOP)                             | très élevé                                 | Clodinafop-propargyle                   |  |
| A                                  | Inhibiteurs de l'acétyl-coenzyme A carboxylase (ACCase)                                                                | Aryloxyphénoxypropionate (FOP)                             | très élevé                                 | Cyhalofop-butyle                        |  |
| A                                  | Inhibiteurs de l'acétyl-coenzyme A carboxylase (ACCase)                                                                | Aryloxyphénoxypropionate (FOP)                             | très élevé                                 | Diclofop-méthyle                        |  |
| A                                  | Inhibiteurs de l'acétyl-coenzyme A carboxylase (ACCase)                                                                | Aryloxyphénoxypropionate (FOP)                             | très élevé                                 | Fenoxaprop-P-éthyle                     |  |
| A                                  | Inhibiteurs de l'acétyl-coenzyme A carboxylase (ACCase)                                                                | Aryloxyphénoxypropionate (FOP)                             | très élevé                                 | Fluazifop-P-butyle                      |  |
| A                                  | Inhibiteurs de l'acétyl-coenzyme A carboxylase (ACCase)                                                                | Aryloxyphénoxypropionate (FOP)                             | très élevé                                 | Haloxyfop-P-méthyle                     |  |
| A                                  | Inhibiteurs de l'acétyl-coenzyme A carboxylase (ACCase)                                                                | Aryloxyphénoxypropionate (FOP)                             | très élevé                                 | Propaquizafop                           |  |
| A                                  | Inhibiteurs de l'acétyl-coenzyme A carboxylase (ACCase)                                                                | Aryloxyphénoxypropionate (FOP)                             | très élevé                                 | Quizalofop-P-éthyle / -téfuryle         |  |
| A                                  | Inhibiteurs de l'acétyl-coenzyme A carboxylase (ACCase)                                                                | Cyclohexandione (DIM)                                      | très élevé                                 | Alloxydime                              |  |
| A                                  | Inhibiteurs de l'acétyl-coenzyme A carboxylase (ACCase)                                                                | Cyclohexandione (DIM)                                      | très élevé                                 | Butroxydime                             |  |
| A                                  | Inhibiteurs de l'acétyl-coenzyme A carboxylase (ACCase)                                                                | Cyclohexandione (DIM)                                      | très élevé                                 | Cléthodime                              |  |
| A                                  | Inhibiteurs de l'acétyl-coenzyme A carboxylase (ACCase)                                                                | Cyclohexandione (DIM)                                      | très élevé                                 | Cycloxydime                             |  |
| A                                  | Inhibiteurs de l'acétyl-coenzyme A carboxylase (ACCase)                                                                | Cyclohexandione (DIM)                                      | très élevé                                 | Profoxydime                             |  |
| A                                  | Inhibiteurs de l'acétyl-coenzyme A carboxylase (ACCase)                                                                | Cyclohexandione (DIM)                                      | très élevé                                 | Séthoxydime                             |  |
| A                                  | Inhibiteurs de l'acétyl-coenzyme A carboxylase (ACCase)                                                                | Cyclohexandione (DIM)                                      | très élevé                                 | Tépraloxydime                           |  |
| A                                  | Inhibiteurs de l'acétyl-coenzyme A carboxylase (ACCase)                                                                | Cyclohexandione (DIM)                                      | très élevé                                 | Tralkoxydime                            |  |
| A                                  | Inhibiteurs de l'acétyl-coenzyme A carboxylase (ACCase)                                                                | Phénylpyrazoline (DEN)                                     | très élevé                                 | Pinoxaden                               |  |
| B                                  | Inhibiteurs de l'enzyme acétolactate synthase (ALS) (acétohydroxyacide synthase - AHAS)                                | Sulfonylurées                                              | élevé                                      | Amidosulfuron                           |  |
| B                                  | Inhibiteurs de l'enzyme acétolactate synthase (ALS) (acétohydroxyacide synthase - AHAS)                                | Sulfonylurées                                              | élevé                                      | Azimsulfuron                            |  |
| B                                  | Inhibiteurs de l'enzyme acétolactate synthase (ALS) (acétohydroxyacide synthase - AHAS)                                | Sulfonylurées                                              | élevé                                      | Bensulfuron méthyl                      |  |
| B                                  | Inhibiteurs de l'enzyme acétolactate synthase (ALS) (acétohydroxyacide synthase - AHAS)                                | Sulfonylurées                                              | élevé                                      | Chlorimuron-éthyle                      |  |
| B                                  | Inhibiteurs de l'enzyme acétolactate synthase (ALS) (acétohydroxyacide synthase - AHAS)                                | Sulfonylurées                                              | élevé                                      | Chlorsulfuron                           |  |
| B                                  | Inhibiteurs de l'enzyme acétolactate synthase (ALS) (acétohydroxyacide synthase - AHAS)                                | Sulfonylurées                                              | élevé                                      | Cinosulfuron                            |  |
| B                                  | Inhibiteurs de l'enzyme acétolactate synthase (ALS) (acétohydroxyacide synthase - AHAS)                                | Sulfonylurées                                              | élevé                                      | Cyclosulfamuron                         |  |
| B                                  | Inhibiteurs de l'enzyme acétolactate synthase (ALS) (acétohydroxyacide synthase - AHAS)                                | Sulfonylurées                                              | élevé                                      | Éthametsulfuron-méthyle                 |  |
| B                                  | Inhibiteurs de l'enzyme acétolactate synthase (ALS) (acétohydroxyacide synthase - AHAS)                                | Sulfonylurées                                              | élevé                                      | Éthoxysulfuron                          |  |
| B                                  | Inhibiteurs de l'enzyme acétolactate synthase (ALS) (acétohydroxyacide synthase - AHAS)                                | Sulfonylurées                                              | élevé                                      | Flazasulfuron                           |  |
| B                                  | Inhibiteurs de l'enzyme acétolactate synthase (ALS) (acétohydroxyacide synthase - AHAS)                                | Sulfonylurées                                              | élevé                                      | Foramsulfuron                           |  |
| B                                  | Inhibiteurs de l'enzyme acétolactate synthase (ALS) (acétohydroxyacide synthase - AHAS)                                | Sulfonylurées                                              | élevé                                      | Flupyrsulfuron-méthyle                  |  |
| B                                  | Inhibiteurs de l'enzyme acétolactate synthase (ALS) (acétohydroxyacide synthase - AHAS)                                | Sulfonylurées                                              | élevé                                      | Halosulfuron-méthyle                    |  |
| B                                  | Inhibiteurs de l'enzyme acétolactate synthase (ALS) (acétohydroxyacide synthase - AHAS)                                | Sulfonylurées                                              | élevé                                      | Imazosulfuron                           |  |
| B                                  | Inhibiteurs de l'enzyme acétolactate synthase (ALS) (acétohydroxyacide synthase - AHAS)                                | Sulfonylurées                                              | élevé                                      | Iodosulfuron                            |  |
| B                                  | Inhibiteurs de l'enzyme acétolactate synthase (ALS) (acétohydroxyacide synthase - AHAS)                                | Sulfonylurées                                              | élevé                                      | Mesosulfuron                            |  |
| B                                  | Inhibiteurs de l'enzyme acétolactate synthase (ALS) (acétohydroxyacide synthase - AHAS)                                | Sulfonylurées                                              | élevé                                      | Metsulfuronméthyle                      |  |
| B                                  | Inhibiteurs de l'enzyme acétolactate synthase (ALS) (acétohydroxyacide synthase - AHAS)                                | Sulfonylurées                                              | élevé                                      | Nicosulfuron                            |  |
| B                                  | Inhibiteurs de l'enzyme acétolactate synthase (ALS) (acétohydroxyacide synthase - AHAS)                                | Sulfonylurées                                              | élevé                                      | Oxasulfuron                             |  |
| B                                  | Inhibiteurs de l'enzyme acétolactate synthase (ALS) (acétohydroxyacide synthase - AHAS)                                | Sulfonylurées                                              | élevé                                      | Primisulfuron-méthyle                   |  |
| B                                  | Inhibiteurs de l'enzyme acétolactate synthase (ALS) (acétohydroxyacide synthase - AHAS)                                | Sulfonylurées                                              | élevé                                      | Prosulfuron                             |  |
| B                                  | Inhibiteurs de l'enzyme acétolactate synthase (ALS) (acétohydroxyacide synthase - AHAS)                                | Sulfonylurées                                              | élevé                                      | Pyrazosulfuron-éthyle‎                   |  |
| B                                  | Inhibiteurs de l'enzyme acétolactate synthase (ALS) (acétohydroxyacide synthase - AHAS)                                | Sulfonylurées                                              | élevé                                      | Rimsulfuron                             |  |
| B                                  | Inhibiteurs de l'enzyme acétolactate synthase (ALS) (acétohydroxyacide synthase - AHAS)                                | Sulfonylurées                                              | élevé                                      | Sulfometuron-méthyle                    |  |
| B                                  | Inhibiteurs de l'enzyme acétolactate synthase (ALS) (acétohydroxyacide synthase - AHAS)                                | Sulfonylurées                                              | élevé                                      | Sulfosulfuron                           |  |
| B                                  | Inhibiteurs de l'enzyme acétolactate synthase (ALS) (acétohydroxyacide synthase - AHAS)                                | Sulfonylurées                                              | élevé                                      | Thifensulfuron-méthyle                  |  |
| B                                  | Inhibiteurs de l'enzyme acétolactate synthase (ALS) (acétohydroxyacide synthase - AHAS)                                | Sulfonylurées                                              | élevé                                      | Triasulfuron                            |  |
| B                                  | Inhibiteurs de l'enzyme acétolactate synthase (ALS) (acétohydroxyacide synthase - AHAS)                                | Sulfonylurées                                              | élevé                                      | Tribenuron-méthyle                      |  |
| B                                  | Inhibiteurs de l'enzyme acétolactate synthase (ALS) (acétohydroxyacide synthase - AHAS)                                | Sulfonylurées                                              | élevé                                      | Trifloxysulfuron-Sodium                 |  |
| B                                  | Inhibiteurs de l'enzyme acétolactate synthase (ALS) (acétohydroxyacide synthase - AHAS)                                | Sulfonylurées                                              | élevé                                      | Triflusulfuron-méthyle                  |  |
| B                                  | Inhibiteurs de l'enzyme acétolactate synthase (ALS) (acétohydroxyacide synthase - AHAS)                                | Sulfonylurées                                              | élevé                                      | Tritosulfuron                           |  |
| B                                  | Inhibiteurs de l'enzyme acétolactate synthase (ALS) (acétohydroxyacide synthase - AHAS)                                | Imidazoline                                                | élevé                                      | Imazaméthabenz-méthyle                  |  |
| B                                  | Inhibiteurs de l'enzyme acétolactate synthase (ALS) (acétohydroxyacide synthase - AHAS)                                | Imidazoline                                                | élevé                                      | Imazamox                                |  |
| B                                  | Inhibiteurs de l'enzyme acétolactate synthase (ALS) (acétohydroxyacide synthase - AHAS)                                | Imidazoline                                                | élevé                                      | Imazapic                                |  |
| B                                  | Inhibiteurs de l'enzyme acétolactate synthase (ALS) (acétohydroxyacide synthase - AHAS)                                | Imidazoline                                                | élevé                                      | Imazapyre                               |  |
| B                                  | Inhibiteurs de l'enzyme acétolactate synthase (ALS) (acétohydroxyacide synthase - AHAS)                                | Imidazoline                                                | élevé                                      | Imazaquin                               |  |
| B                                  | Inhibiteurs de l'enzyme acétolactate synthase (ALS) (acétohydroxyacide synthase - AHAS)                                | Imidazoline                                                | élevé                                      | Imazéthapyre                            |  |
| B                                  | Inhibiteurs de l'enzyme acétolactate synthase (ALS) (acétohydroxyacide synthase - AHAS)                                | Triazolopyrimidine                                         | élevé                                      | Florasulam                              |  |
| B                                  | Inhibiteurs de l'enzyme acétolactate synthase (ALS) (acétohydroxyacide synthase - AHAS)                                | Triazolopyrimidine                                         | élevé                                      | Metosulam                               |  |
| B                                  | Inhibiteurs de l'enzyme acétolactate synthase (ALS) (acétohydroxyacide synthase - AHAS)                                | Triazolopyrimidine                                         | élevé                                      | Penoxsulam                              |  |
| B                                  | Inhibiteurs de l'enzyme acétolactate synthase (ALS) (acétohydroxyacide synthase - AHAS)                                | Triazolopyrimidine                                         | élevé                                      | Pyroxsulam                              |  |
| B                                  | Inhibiteurs de l'enzyme acétolactate synthase (ALS) (acétohydroxyacide synthase - AHAS)                                | Triazolopyrimidine                                         | élevé                                      | Cloransulam-méthyle                     |  |
| B                                  | Inhibiteurs de l'enzyme acétolactate synthase (ALS) (acétohydroxyacide synthase - AHAS)                                | Triazolopyrimidine                                         | élevé                                      | Diclosulam                              |  |
| B                                  | Inhibiteurs de l'enzyme acétolactate synthase (ALS) (acétohydroxyacide synthase - AHAS)                                | Triazolopyrimidine                                         | élevé                                      | Flumetsulam                             |  |
| B                                  | Inhibiteurs de l'enzyme acétolactate synthase (ALS) (acétohydroxyacide synthase - AHAS)                                | Pyrimidinyl(thio)benzoate                                  | élevé                                      | Bispyribac-Sodium                       |  |
| B                                  | Inhibiteurs de l'enzyme acétolactate synthase (ALS) (acétohydroxyacide synthase - AHAS)                                | Pyrimidinyl(thio)benzoate                                  | élevé                                      | Pyribenzoxim                            |  |
| B                                  | Inhibiteurs de l'enzyme acétolactate synthase (ALS) (acétohydroxyacide synthase - AHAS)                                | Pyrimidinyl(thio)benzoate                                  | élevé                                      | Pyriftalid                              |  |
| B                                  | Inhibiteurs de l'enzyme acétolactate synthase (ALS) (acétohydroxyacide synthase - AHAS)                                | Pyrimidinyl(thio)benzoate                                  | élevé                                      | Pyriminobac-méthyle                     |  |
| B                                  | Inhibiteurs de l'enzyme acétolactate synthase (ALS) (acétohydroxyacide synthase - AHAS)                                | Pyrimidinyl(thio)benzoate                                  | élevé                                      | Pyrimisulfan                            |  |
| B                                  | Inhibiteurs de l'enzyme acétolactate synthase (ALS) (acétohydroxyacide synthase - AHAS)                                | Pyrimidinyl(thio)benzoate                                  | élevé                                      | Pyrithiobac-Sodium                      |  |
| B                                  | Inhibiteurs de l'enzyme acétolactate synthase (ALS) (acétohydroxyacide synthase - AHAS)                                | Sulfonyl-Amino-Carbonyl-Triazolinone                       | élevé                                      | Propoxycarbazone-sodium                 |  |
| B                                  | Inhibiteurs de l'enzyme acétolactate synthase (ALS) (acétohydroxyacide synthase - AHAS)                                | Sulfonyl-Amino-Carbonyl-Triazolinone                       | élevé                                      | Flucarbazone-sodium                     |  |
| B                                  | Inhibiteurs de l'enzyme acétolactate synthase (ALS) (acétohydroxyacide synthase - AHAS)                                | Sulfonyl-Amino-Carbonyl-Triazolinone                       | élevé                                      | Thiencarbazone-méthyle                  |  |
| C1                                 | Inhibiteurs de la photosynthèse au niveau du photosystème II (blocage du transfert d’électrons)                        | Triazine                                                   | moyen à élevé                              | Atrazine                                |  |
| C1                                 | Inhibiteurs de la photosynthèse au niveau du photosystème II (blocage du transfert d’électrons)                        | Triazine                                                   | moyen à élevé                              | Amétryne                                |  |
| C1                                 | Inhibiteurs de la photosynthèse au niveau du photosystème II (blocage du transfert d’électrons)                        | Triazine                                                   | moyen à élevé                              | Cyanazine                               |  |
| C1                                 | Inhibiteurs de la photosynthèse au niveau du photosystème II (blocage du transfert d’électrons)                        | Triazine                                                   | moyen à élevé                              | Desmétryne                              |  |
| C1                                 | Inhibiteurs de la photosynthèse au niveau du photosystème II (blocage du transfert d’électrons)                        | Triazine                                                   | moyen à élevé                              | Dimethamétryne                          |  |
| C1                                 | Inhibiteurs de la photosynthèse au niveau du photosystème II (blocage du transfert d’électrons)                        | Triazine                                                   | moyen à élevé                              | Dipropétryne                            |  |
| C1                                 | Inhibiteurs de la photosynthèse au niveau du photosystème II (blocage du transfert d’électrons)                        | Triazine                                                   | moyen à élevé                              | Méthoprotryne                           |  |
| C1                                 | Inhibiteurs de la photosynthèse au niveau du photosystème II (blocage du transfert d’électrons)                        | Triazine                                                   | moyen à élevé                              | Prométon                                |  |
| C1                                 | Inhibiteurs de la photosynthèse au niveau du photosystème II (blocage du transfert d’électrons)                        | Triazine                                                   | moyen à élevé                              | Prométryne                              |  |
| C1                                 | Inhibiteurs de la photosynthèse au niveau du photosystème II (blocage du transfert d’électrons)                        | Triazine                                                   | moyen à élevé                              | Propazine                               |  |
| C1                                 | Inhibiteurs de la photosynthèse au niveau du photosystème II (blocage du transfert d’électrons)                        | Triazine                                                   | moyen à élevé                              | Simazine                                |  |
| C1                                 | Inhibiteurs de la photosynthèse au niveau du photosystème II (blocage du transfert d’électrons)                        | Triazine                                                   | moyen à élevé                              | Simétryne                               |  |
| C1                                 | Inhibiteurs de la photosynthèse au niveau du photosystème II (blocage du transfert d’électrons)                        | Triazine                                                   | moyen à élevé                              | Terbuméton                              |  |
| C1                                 | Inhibiteurs de la photosynthèse au niveau du photosystème II (blocage du transfert d’électrons)                        | Triazine                                                   | moyen à élevé                              | Terbuthylazine                          |  |
| C1                                 | Inhibiteurs de la photosynthèse au niveau du photosystème II (blocage du transfert d’électrons)                        | Triazine                                                   | moyen à élevé                              | Terbutryne                              |  |
| C1                                 | Inhibiteurs de la photosynthèse au niveau du photosystème II (blocage du transfert d’électrons)                        | Triazine                                                   | moyen à élevé                              | Triétazine                              |  |
| C1                                 | Inhibiteurs de la photosynthèse au niveau du photosystème II (blocage du transfert d’électrons)                        | Triazinone                                                 | moyen à élevé                              | Hexazinone                              |  |
| C1                                 | Inhibiteurs de la photosynthèse au niveau du photosystème II (blocage du transfert d’électrons)                        | Triazinone                                                 | moyen à élevé                              | Metamitron                              |  |
| C1                                 | Inhibiteurs de la photosynthèse au niveau du photosystème II (blocage du transfert d’électrons)                        | Triazinone                                                 | moyen à élevé                              | Métribuzine                             |  |
| C1                                 | Inhibiteurs de la photosynthèse au niveau du photosystème II (blocage du transfert d’électrons)                        | Triazolinone                                               | moyen à élevé                              | Amicarbazone                            |  |
| C1                                 | Inhibiteurs de la photosynthèse au niveau du photosystème II (blocage du transfert d’électrons)                        | Herbicides thymine/uracile                                 | moyen à élevé                              | Lenacil                                 |  |
| C1                                 | Inhibiteurs de la photosynthèse au niveau du photosystème II (blocage du transfert d’électrons)                        | Herbicides thymine/uracile                                 | moyen à élevé                              | Bromacil                                |  |
| C1                                 | Inhibiteurs de la photosynthèse au niveau du photosystème II (blocage du transfert d’électrons)                        | Herbicides thymine/uracile                                 | moyen à élevé                              | Terbacil                                |  |
| C1                                 | Inhibiteurs de la photosynthèse au niveau du photosystème II (blocage du transfert d’électrons)                        | Pyridazinone                                               | moyen à élevé                              | Chloridazone = Pyrazone                 |  |
| C1                                 | Inhibiteurs de la photosynthèse au niveau du photosystème II (blocage du transfert d’électrons)                        | Phénylcarbamate                                            | moyen à élevé                              | Phenmédiphame, Desmédiphame             |  |
| C2                                 | Inhibiteurs de la photosynthèse photosystème II - (inhibiteurs PS)                                                     | Phénylurées                                                | moyen à élevé                              | Diuron (DCMU)                           |  |
| C2                                 | Inhibiteurs de la photosynthèse photosystème II - (inhibiteurs PS)                                                     | Phénylurées                                                | moyen à élevé                              | Isoproturon                             |  |
| C2                                 | Inhibiteurs de la photosynthèse photosystème II - (inhibiteurs PS)                                                     | Phénylurées                                                | moyen à élevé                              | Buturon                                 |  |
| C2                                 | Inhibiteurs de la photosynthèse photosystème II - (inhibiteurs PS)                                                     | Phénylurées                                                | moyen à élevé                              | Chlorbromuron                           |  |
| C2                                 | Inhibiteurs de la photosynthèse photosystème II - (inhibiteurs PS)                                                     | Phénylurées                                                | moyen à élevé                              | Chlortoluron (CTU)                      |  |
| C2                                 | Inhibiteurs de la photosynthèse photosystème II - (inhibiteurs PS)                                                     | Phénylurées                                                | moyen à élevé                              | Chloroxuron                             |  |
| C2                                 | Inhibiteurs de la photosynthèse photosystème II - (inhibiteurs PS)                                                     | Phénylurées                                                | moyen à élevé                              | Diméfuron                               |  |
| C2                                 | Inhibiteurs de la photosynthèse photosystème II - (inhibiteurs PS)                                                     | Phénylurées                                                | moyen à élevé                              | Fénuron                                 |  |
| C2                                 | Inhibiteurs de la photosynthèse photosystème II - (inhibiteurs PS)                                                     | Phénylurées                                                | moyen à élevé                              | Fluométuron (également F3)              |  |
| C2                                 | Inhibiteurs de la photosynthèse photosystème II - (inhibiteurs PS)                                                     | Phénylurées                                                | moyen à élevé                              | Linuron                                 |  |
| C2                                 | Inhibiteurs de la photosynthèse photosystème II - (inhibiteurs PS)                                                     | Phénylurées                                                | moyen à élevé                              | Méthabenzthiazuron                      |  |
| C2                                 | Inhibiteurs de la photosynthèse photosystème II - (inhibiteurs PS)                                                     | Phénylurées                                                | moyen à élevé                              | Métobromuron                            |  |
| C2                                 | Inhibiteurs de la photosynthèse photosystème II - (inhibiteurs PS)                                                     | Phénylurées                                                | moyen à élevé                              | Métoxuron                               |  |
| C2                                 | Inhibiteurs de la photosynthèse photosystème II - (inhibiteurs PS)                                                     | Phénylurées                                                | moyen à élevé                              | Monolinuron                             |  |
| C2                                 | Inhibiteurs de la photosynthèse photosystème II - (inhibiteurs PS)                                                     | Phénylurées                                                | moyen à élevé                              | Néburon                                 |  |
| C2                                 | Inhibiteurs de la photosynthèse photosystème II - (inhibiteurs PS)                                                     | Phénylurées                                                | moyen à élevé                              | Siduron                                 |  |
| C2                                 | Inhibiteurs de la photosynthèse photosystème II - (inhibiteurs PS)                                                     | Thiadiazolylurées                                          | moyen à élevé                              | Buthiuron                               |  |
| C2                                 | Inhibiteurs de la photosynthèse photosystème II - (inhibiteurs PS)                                                     | Thiadiazolylurées                                          | moyen à élevé                              | Éthidimuron                             |  |
| C2                                 | Inhibiteurs de la photosynthèse photosystème II - (inhibiteurs PS)                                                     | Thiadiazolylurées                                          | moyen à élevé                              | Tébuthiuron                             |  |
| C2                                 | Inhibiteurs de la photosynthèse photosystème II - (inhibiteurs PS)                                                     | Thiadiazolylurées                                          | moyen à élevé                              | Thiazafluron                            |  |
| C2                                 | Inhibiteurs de la photosynthèse photosystème II - (inhibiteurs PS)                                                     | Thiadiazolylurées                                          | moyen à élevé                              | Thidiazuron                             |  |
| C2                                 | Inhibiteurs de la photosynthèse photosystème II - (inhibiteurs PS)                                                     | Amide (Anilide)                                            | moyen à élevé                              | Pentanochlore                           |  |
| C2                                 | Inhibiteurs de la photosynthèse photosystème II - (inhibiteurs PS)                                                     | Amide (Anilide)                                            | moyen à élevé                              | Propanile                               |  |
| C3                                 | Inhibiteurs de la photosynthèse photosystème II - (inhibiteurs PS)                                                     | Nitrile                                                    | moyen à élevé                              | Bromfénoxime                            |  |
| C3                                 | Inhibiteurs de la photosynthèse photosystème II - (inhibiteurs PS)                                                     | Nitrile                                                    | moyen à élevé                              | Bromoxynile                             |  |
| C3                                 | Inhibiteurs de la photosynthèse photosystème II - (inhibiteurs PS)                                                     | Nitrile                                                    | moyen à élevé                              | Ioxynile                                |  |
| C3                                 | Inhibiteurs de la photosynthèse photosystème II - (inhibiteurs PS)                                                     | Benzothiadiazole                                           | moyen à élevé                              | Bentazone                               |  |
| C3                                 | Inhibiteurs de la photosynthèse photosystème II - (inhibiteurs PS)                                                     | Phénylpyridazine                                           | moyen à élevé                              | Pyridafol                               |  |
| C3                                 | Inhibiteurs de la photosynthèse photosystème II - (inhibiteurs PS)                                                     | Phénylpyridazine                                           | moyen à élevé                              | Pyridate                                |  |
| D                                  | Inhibiteurs de la photosynthèse : diversion d'électrons dans le photosystème I                                         | Bipyridines                                                | faible                                     | Diquat                                  |  |
| D                                  | Inhibiteurs de la photosynthèse : diversion d'électrons dans le photosystème I                                         | Bipyridines                                                | faible                                     | Paraquat                                |  |
| E                                  | Inhibiteurs de la protoporphyrinogène oxydase (PPO), blocage de la synthèse des chlorophylles (inhibiteurs PPO)        | Phénoxybenzène (ou diphényl éther)                         | moyen                                      | Acifluorfène                            |  |
| E                                  | Inhibiteurs de la protoporphyrinogène oxydase (PPO), blocage de la synthèse des chlorophylles (inhibiteurs PPO)        | Phénoxybenzène (ou diphényl éther)                         | moyen                                      | Bifenox                                 |  |
| E                                  | Inhibiteurs de la protoporphyrinogène oxydase (PPO), blocage de la synthèse des chlorophylles (inhibiteurs PPO)        | Phénoxybenzène (ou diphényl éther)                         | moyen                                      | Chlométhoxyfène                         |  |
| E                                  | Inhibiteurs de la protoporphyrinogène oxydase (PPO), blocage de la synthèse des chlorophylles (inhibiteurs PPO)        | Phénoxybenzène (ou diphényl éther)                         | moyen                                      | Fluoroglycoféne-éthyle                  |  |
| E                                  | Inhibiteurs de la protoporphyrinogène oxydase (PPO), blocage de la synthèse des chlorophylles (inhibiteurs PPO)        | Phénoxybenzène (ou diphényl éther)                         | moyen                                      | Fomesaféne                              |  |
| E                                  | Inhibiteurs de la protoporphyrinogène oxydase (PPO), blocage de la synthèse des chlorophylles (inhibiteurs PPO)        | Phénoxybenzène (ou diphényl éther)                         | moyen                                      | Halosafène                              |  |
| E                                  | Inhibiteurs de la protoporphyrinogène oxydase (PPO), blocage de la synthèse des chlorophylles (inhibiteurs PPO)        | Phénoxybenzène (ou diphényl éther)                         | moyen                                      | Lactofène                               |  |
| E                                  | Inhibiteurs de la protoporphyrinogène oxydase (PPO), blocage de la synthèse des chlorophylles (inhibiteurs PPO)        | Phénoxybenzène (ou diphényl éther)                         | moyen                                      | Oxyfluorfène                            |  |
| E                                  | Inhibiteurs de la protoporphyrinogène oxydase (PPO), blocage de la synthèse des chlorophylles (inhibiteurs PPO)        | Phénylpyrazole                                             | moyen                                      | Fluazolat                               |  |
| E                                  | Inhibiteurs de la protoporphyrinogène oxydase (PPO), blocage de la synthèse des chlorophylles (inhibiteurs PPO)        | Phénylpyrazole                                             | moyen                                      | Pyraflufène-éthyle                      |  |
| E                                  | Inhibiteurs de la protoporphyrinogène oxydase (PPO), blocage de la synthèse des chlorophylles (inhibiteurs PPO)        | N-Phénylphthalimide                                        | moyen                                      | Cinidon-éthyle                          |  |
| E                                  | Inhibiteurs de la protoporphyrinogène oxydase (PPO), blocage de la synthèse des chlorophylles (inhibiteurs PPO)        | N-Phénylphthalimide                                        | moyen                                      | Flumioxazine                            |  |
| E                                  | Inhibiteurs de la protoporphyrinogène oxydase (PPO), blocage de la synthèse des chlorophylles (inhibiteurs PPO)        | N-Phénylphthalimide                                        | moyen                                      | Flumiclorac-pentyle                     |  |
| E                                  | Inhibiteurs de la protoporphyrinogène oxydase (PPO), blocage de la synthèse des chlorophylles (inhibiteurs PPO)        | Thiadiazole                                                | moyen                                      | Fluthiacet-méthyle                      |  |
| E                                  | Inhibiteurs de la protoporphyrinogène oxydase (PPO), blocage de la synthèse des chlorophylles (inhibiteurs PPO)        | Oxadiazole                                                 | moyen                                      | Oxadiazon                               |  |
| E                                  | Inhibiteurs de la protoporphyrinogène oxydase (PPO), blocage de la synthèse des chlorophylles (inhibiteurs PPO)        | Oxadiazole                                                 | moyen                                      | Oxadiargyle                             |  |
| E                                  | Inhibiteurs de la protoporphyrinogène oxydase (PPO), blocage de la synthèse des chlorophylles (inhibiteurs PPO)        | Triazolinone                                               | moyen                                      | Azafénidine                             |  |
| E                                  | Inhibiteurs de la protoporphyrinogène oxydase (PPO), blocage de la synthèse des chlorophylles (inhibiteurs PPO)        | Triazolinone                                               | moyen                                      | Carfentrazon-éthyle                     |  |
| E                                  | Inhibiteurs de la protoporphyrinogène oxydase (PPO), blocage de la synthèse des chlorophylles (inhibiteurs PPO)        | Triazolinone                                               | moyen                                      | Sulfentrazone                           |  |
| E                                  | Inhibiteurs de la protoporphyrinogène oxydase (PPO), blocage de la synthèse des chlorophylles (inhibiteurs PPO)        | Pyrimidinedione                                            | moyen                                      | Benzfendizone                           |  |
| E                                  | Inhibiteurs de la protoporphyrinogène oxydase (PPO), blocage de la synthèse des chlorophylles (inhibiteurs PPO)        | Pyrimidinedione                                            | moyen                                      | Butafenacil                             |  |
| E                                  | Inhibiteurs de la protoporphyrinogène oxydase (PPO), blocage de la synthèse des chlorophylles (inhibiteurs PPO)        | autres                                                     | moyen                                      | Flufenpyr-éthyle                        |  |
| E                                  | Inhibiteurs de la protoporphyrinogène oxydase (PPO), blocage de la synthèse des chlorophylles (inhibiteurs PPO)        | autres                                                     | moyen                                      | Pyraclonile                             |  |
| E                                  | Inhibiteurs de la protoporphyrinogène oxydase (PPO), blocage de la synthèse des chlorophylles (inhibiteurs PPO)        | autres                                                     | moyen                                      | Profluazol                              |  |
| F1 (agent blanchissant)            | Inhibiteurs d'une étape de la synthèse des caroténoïdes : inhibiteurs de la phytoène désaturase (inhibiteurs PDS)      | Pyridazine                                                 | moyen                                      | Norflurazon                             |  |
| F1 (agent blanchissant)            | Inhibiteurs d'une étape de la synthèse des caroténoïdes : inhibiteurs de la phytoène désaturase (inhibiteurs PDS)      | Acide pyridine-carbonique                                  | moyen                                      | Diflufenican                            |  |
| F1 (agent blanchissant)            | Inhibiteurs d'une étape de la synthèse des caroténoïdes : inhibiteurs de la phytoène désaturase (inhibiteurs PDS)      | Acide pyridine-carbonique                                  | moyen                                      | Picolinafène                            |  |
| F1 (agent blanchissant)            | Inhibiteurs d'une étape de la synthèse des caroténoïdes : inhibiteurs de la phytoène désaturase (inhibiteurs PDS)      | autres                                                     | moyen                                      | Béflubutamide                           |  |
| F1 (agent blanchissant)            | Inhibiteurs d'une étape de la synthèse des caroténoïdes : inhibiteurs de la phytoène désaturase (inhibiteurs PDS)      | autres                                                     | moyen                                      | Flurochloridon                          |  |
| F1 (agent blanchissant)            | Inhibiteurs d'une étape de la synthèse des caroténoïdes : inhibiteurs de la phytoène désaturase (inhibiteurs PDS)      | autres                                                     | moyen                                      | Flurtamone                              |  |
| F1 (agent blanchissant)            | Inhibiteurs d'une étape de la synthèse des caroténoïdes : inhibiteurs de la phytoène désaturase (inhibiteurs PDS)      | autres                                                     | moyen                                      | Fluridon                                |  |
| F2 Chlorotika (agent blanchissant) | Inhibiteurs d'une étape de la synthèse des caroténoïdes : 4-hydroxyphénylpyruvate dioxygénase (inhibiteurs de la HPPD) | Tricétone                                                  | moyen                                      | Mésotrione                              |  |
| F2 Chlorotika (agent blanchissant) | Inhibiteurs d'une étape de la synthèse des caroténoïdes : 4-hydroxyphénylpyruvate dioxygénase (inhibiteurs de la HPPD) | Tricétone                                                  | moyen                                      | Sulcotrione                             |  |
| F2 Chlorotika (agent blanchissant) | Inhibiteurs d'une étape de la synthèse des caroténoïdes : 4-hydroxyphénylpyruvate dioxygénase (inhibiteurs de la HPPD) | Tricétone                                                  | moyen                                      | Tembotrione                             |  |
| F2 Chlorotika (agent blanchissant) | Inhibiteurs d'une étape de la synthèse des caroténoïdes : 4-hydroxyphénylpyruvate dioxygénase (inhibiteurs de la HPPD) | Tricétone                                                  | moyen                                      | Topramézone                             |  |
| F2 Chlorotika (agent blanchissant) | Inhibiteurs d'une étape de la synthèse des caroténoïdes : 4-hydroxyphénylpyruvate dioxygénase (inhibiteurs de la HPPD) | Isoxazole                                                  | moyen                                      | Isoxachlortol                           |  |
| F2 Chlorotika (agent blanchissant) | Inhibiteurs d'une étape de la synthèse des caroténoïdes : 4-hydroxyphénylpyruvate dioxygénase (inhibiteurs de la HPPD) | Isoxazole                                                  | moyen                                      | Isoxaflutole                            |  |
| F2 Chlorotika (agent blanchissant) | Inhibiteurs d'une étape de la synthèse des caroténoïdes : 4-hydroxyphénylpyruvate dioxygénase (inhibiteurs de la HPPD) | Pyrazole                                                   | moyen                                      | Benzofenap                              |  |
| F2 Chlorotika (agent blanchissant) | Inhibiteurs d'une étape de la synthèse des caroténoïdes : 4-hydroxyphénylpyruvate dioxygénase (inhibiteurs de la HPPD) | Pyrazole                                                   | moyen                                      | Pyrazolynat                             |  |
| F3 Chlorotika                      | Inhibiteurs d'une étape de la synthèse des caroténoïdes : site d'attaque inconnu                                       | Triazoles                                                  | moyen                                      | Amitrole                                |  |
| F3 Chlorotika                      | Inhibiteurs d'une étape de la synthèse des caroténoïdes : site d'attaque inconnu                                       | Diphényl éthers                                            | moyen                                      | Aclonifène                              |  |
| F3 Chlorotika                      | Inhibiteurs d'une étape de la synthèse des caroténoïdes : site d'attaque inconnu                                       | Diphényl éthers                                            | moyen                                      | Nitrofène                               |  |
| F4                                 | Inhibiteurs d'une étape de la synthèse des caroténoïdes : 1-désoxy-D-xylulose-5-phosphate synthase (inhibiteurs DOXP)  | Isoxazolidinone                                            | moyen                                      | Clomazone                               |  |
| G                                  | Inhibiteurs de la 5-énolpyruvylshikimate-3-phosphate synthase (inhibiteurs de l'EPSPS)                                 | dérivés d'acides aminés : dérivés de la glycine            | faible à moyen                             | Glyphosate (Roundup)                    |  |
| H                                  | Inhibiteurs de la glutamine synthétase blocage de la photosynthèse                                                     | dérivés d'acides aminés : dérivés d'acides phosphiniques   | faible à moyen                             | Glufosinate                             |  |
| H                                  | Inhibiteurs de la glutamine synthétase blocage de la photosynthèse                                                     | dérivés d'acides aminés : dérivés d'acides phosphiniques   | faible à moyen                             | Bialaphos                               |  |
| I                                  | Inhibiteurs de la dihydroptéroate synthase (DHP)                                                                       | Carbamate                                                  |                                            | Asulame                                 |  |
| K1                                 | Inhibiteurs de l'assemblage des microtubules                                                                           | Dinitroaniline                                             | faible                                     | Benfluraline (Benefin)                  |  |
| K1                                 | Inhibiteurs de l'assemblage des microtubules                                                                           | Dinitroaniline                                             | faible                                     | Butraline                               |  |
| K1                                 | Inhibiteurs de l'assemblage des microtubules                                                                           | Dinitroaniline                                             | faible                                     | Dinitramine                             |  |
| K1                                 | Inhibiteurs de l'assemblage des microtubules                                                                           | Dinitroaniline                                             | faible                                     | Éthalfluraline                          |  |
| K1                                 | Inhibiteurs de l'assemblage des microtubules                                                                           | Dinitroaniline                                             | faible                                     | Fluchloraline                           |  |
| K1                                 | Inhibiteurs de l'assemblage des microtubules                                                                           | Dinitroaniline                                             | faible                                     | Oryzaline                               |  |
| K1                                 | Inhibiteurs de l'assemblage des microtubules                                                                           | Dinitroaniline                                             | faible                                     | Pendiméthaline                          |  |
| K1                                 | Inhibiteurs de l'assemblage des microtubules                                                                           | Dinitroaniline                                             | faible                                     | Profluraline                            |  |
| K1                                 | Inhibiteurs de l'assemblage des microtubules                                                                           | Dinitroaniline                                             | faible                                     | Trifluraline                            |  |
| K1                                 | Inhibiteurs de l'assemblage des microtubules                                                                           | Pyridine                                                   | faible                                     | Dithiopyr                               |  |
| K1                                 | Inhibiteurs de l'assemblage des microtubules                                                                           | Pyridine                                                   | faible                                     | Thiazopyr                               |  |
| K1                                 | Inhibiteurs de l'assemblage des microtubules                                                                           | Benzamide                                                  | faible                                     | Propyzamide = Pronamide                 |  |
| K1                                 | Inhibiteurs de l'assemblage des microtubules                                                                           | Benzamide                                                  | faible                                     | Tebutam                                 |  |
| K1                                 | Inhibiteurs de l'assemblage des microtubules                                                                           | Acide benzoïque                                            | faible                                     | DCPA                                    |  |
| K1                                 | Inhibiteurs de l'assemblage des microtubules                                                                           | Phosphoramidate                                            | faible                                     | Amiprophos-méthyle                      |  |
| K1                                 | Inhibiteurs de l'assemblage des microtubules                                                                           | Phosphoramidate                                            | faible                                     | Butamifos                               |  |
| non classés                        | Inhibiteurs du cycle cellulaire                                                                                        |                                                            |                                            | Flamprop-M-méthyle                      |  |
| non classés                        | Inhibiteurs des protéines-phosphatase 2A (inhibiteurs de la régulation du cycle cellulaire)                            | Acides dicarboxyliques                                     |                                            | Endothall                               |  |
| K2                                 | Inhibiteurs de la mitose / de l'organisation des microtubules                                                          | Carbamate                                                  | faible                                     | Barban                                  |  |
| K2                                 | Inhibiteurs de la mitose / de l'organisation des microtubules                                                          | Carbamate                                                  | faible                                     | Carbétamide                             |  |
| K2                                 | Inhibiteurs de la mitose / de l'organisation des microtubules                                                          | Carbamate                                                  | faible                                     | Chlorprophame                           |  |
| K2                                 | Inhibiteurs de la mitose / de l'organisation des microtubules                                                          | Carbamate                                                  | faible                                     | Prophame                                |  |
| K3                                 | Inhibiteurs de la synthèse des acides gras (inhibiteurs des acides gras à très longue chaîne - VLCFA)                  | Chloroacétamide/ Chloroacétanilide                         | faible                                     | Acétochlore                             |  |
| K3                                 | Inhibiteurs de la synthèse des acides gras (inhibiteurs des acides gras à très longue chaîne - VLCFA)                  | Chloroacétamide/ Chloroacétanilide                         | faible                                     | Alachlore                               |  |
| K3                                 | Inhibiteurs de la synthèse des acides gras (inhibiteurs des acides gras à très longue chaîne - VLCFA)                  | Chloroacétamide/ Chloroacétanilide                         | faible                                     | Butachlore                              |  |
| K3                                 | Inhibiteurs de la synthèse des acides gras (inhibiteurs des acides gras à très longue chaîne - VLCFA)                  | Chloroacétamide/ Chloroacétanilide                         | faible                                     | Diméthachlore                           |  |
| K3                                 | Inhibiteurs de la synthèse des acides gras (inhibiteurs des acides gras à très longue chaîne - VLCFA)                  | Chloroacétamide/ Chloroacétanilide                         | faible                                     | Diméthénamide-P                         |  |
| K3                                 | Inhibiteurs de la synthèse des acides gras (inhibiteurs des acides gras à très longue chaîne - VLCFA)                  | Chloroacétamide/ Chloroacétanilide                         | faible                                     | Métazachlore                            |  |
| K3                                 | Inhibiteurs de la synthèse des acides gras (inhibiteurs des acides gras à très longue chaîne - VLCFA)                  | Chloroacétamide/ Chloroacétanilide                         | faible                                     | S-Métolachlore                          |  |
| K3                                 | Inhibiteurs de la synthèse des acides gras (inhibiteurs des acides gras à très longue chaîne - VLCFA)                  | Chloroacétamide/ Chloroacétanilide                         | faible                                     | Péthoxamide                             |  |
| K3                                 | Inhibiteurs de la synthèse des acides gras (inhibiteurs des acides gras à très longue chaîne - VLCFA)                  | Chloroacétamide/ Chloroacétanilide                         | faible                                     | Prétilachlore                           |  |
| K3                                 | Inhibiteurs de la synthèse des acides gras (inhibiteurs des acides gras à très longue chaîne - VLCFA)                  | Chloroacétamide/ Chloroacétanilide                         | faible                                     | Propachlore                             |  |
| K3                                 | Inhibiteurs de la synthèse des acides gras (inhibiteurs des acides gras à très longue chaîne - VLCFA)                  | Chloroacétamide/ Chloroacétanilide                         | faible                                     | Propisochlore                           |  |
| K3                                 | Inhibiteurs de la synthèse des acides gras (inhibiteurs des acides gras à très longue chaîne - VLCFA)                  | Chloroacétamide/ Chloroacétanilide                         | faible                                     | Thénylchlore                            |  |
| K3                                 | Inhibiteurs de la synthèse des acides gras (inhibiteurs des acides gras à très longue chaîne - VLCFA)                  | Acétamide                                                  | faible                                     | Diphenamide                             |  |
| K3                                 | Inhibiteurs de la synthèse des acides gras (inhibiteurs des acides gras à très longue chaîne - VLCFA)                  | Acétamide                                                  | faible                                     | Napropamide                             |  |
| K3                                 | Inhibiteurs de la synthèse des acides gras (inhibiteurs des acides gras à très longue chaîne - VLCFA)                  | Acétamide                                                  | faible                                     | Naproanilide                            |  |
| K3                                 | Inhibiteurs de la synthèse des acides gras (inhibiteurs des acides gras à très longue chaîne - VLCFA)                  | Oxyacétamide                                               | faible                                     | Flufenacet                              |  |
| K3                                 | Inhibiteurs de la synthèse des acides gras (inhibiteurs des acides gras à très longue chaîne - VLCFA)                  | Oxyacétamide                                               | faible                                     | Mefenacat                               |  |
| K3                                 | Inhibiteurs de la synthèse des acides gras (inhibiteurs des acides gras à très longue chaîne - VLCFA)                  | Tétrazolinone                                              | faible                                     | Fentrazamide                            |  |
| K3                                 | Inhibiteurs de la synthèse des acides gras (inhibiteurs des acides gras à très longue chaîne - VLCFA)                  | Tétrazolinone                                              | faible                                     | Ipfencarbazon                           |  |
| K3                                 | Inhibiteurs de la synthèse des acides gras (inhibiteurs des acides gras à très longue chaîne - VLCFA)                  | Phosphordithioate                                          | faible                                     | Anilofos                                |  |
| K3                                 | Inhibiteurs de la synthèse des acides gras (inhibiteurs des acides gras à très longue chaîne - VLCFA)                  | Phosphordithioate                                          | faible                                     | Piperophos                              |  |
| K3                                 | Inhibiteurs de la synthèse des acides gras (inhibiteurs des acides gras à très longue chaîne - VLCFA)                  | Pyroxasulfon                                               | faible                                     |                                         |  |
| L                                  | Inhibiteurs de la synthèse de la cellulose des parois cellulaires                                                      | Benzamides                                                 |                                            | Isoxabène                               |  |
| L                                  | Inhibiteurs de la synthèse de la cellulose des parois cellulaires                                                      | Nitriles                                                   | Chlorthiamide                              |                                         |  |
| L                                  | Inhibiteurs de la synthèse de la cellulose des parois cellulaires                                                      | Nitriles                                                   | Dichlobénil                                |                                         |  |
| L                                  | Inhibiteurs de la synthèse de la cellulose des parois cellulaires                                                      | Acide triazolocarbonique amide                             | Flupoxam                                   |                                         |  |
| L                                  | Inhibiteurs de la synthèse de la cellulose des parois cellulaires                                                      | Alkylazine                                                 | Indaziflam                                 |                                         |  |
| L                                  | Inhibiteurs de la synthèse de la cellulose des parois cellulaires                                                      | Alkylazine                                                 | Triaziflam                                 |                                         |  |
| M                                  | Découplage (perturbation des membranes)                                                                                | Dinitrophénols                                             |                                            | DNOC                                    |  |
| M                                  | Découplage (perturbation des membranes)                                                                                | Dinitrophénols                                             | Dinosèbe                                   |                                         |  |
| M                                  | Découplage (perturbation des membranes)                                                                                | Dinitrophénols                                             | Dinoterb                                   |                                         |  |
| N                                  | Inhibiteurs de la synthèse des lipides, sauf A                                                                         | Thiocarbamate                                              | faible                                     | Butylat                                 |  |
| N                                  | Inhibiteurs de la synthèse des lipides, sauf A                                                                         | Thiocarbamate                                              | faible                                     | Cycloate                                |  |
| N                                  | Inhibiteurs de la synthèse des lipides, sauf A                                                                         | Thiocarbamate                                              | faible                                     | Dimepiperat                             |  |
| N                                  | Inhibiteurs de la synthèse des lipides, sauf A                                                                         | Thiocarbamate                                              | faible                                     | EPTC                                    |  |
| N                                  | Inhibiteurs de la synthèse des lipides, sauf A                                                                         | Thiocarbamate                                              | faible                                     | Esprocarbe                              |  |
| N                                  | Inhibiteurs de la synthèse des lipides, sauf A                                                                         | Thiocarbamate                                              | faible                                     | Molinat                                 |  |
| N                                  | Inhibiteurs de la synthèse des lipides, sauf A                                                                         | Thiocarbamate                                              | faible                                     | Orbencarbe                              |  |
| N                                  | Inhibiteurs de la synthèse des lipides, sauf A                                                                         | Thiocarbamate                                              | faible                                     | Pebulat                                 |  |
| N                                  | Inhibiteurs de la synthèse des lipides, sauf A                                                                         | Thiocarbamate                                              | faible                                     | Prosulfocarbe                           |  |
| N                                  | Inhibiteurs de la synthèse des lipides, sauf A                                                                         | Thiocarbamate                                              | faible                                     | Thiobencarbe = Benthiocarbe             |  |
| N                                  | Inhibiteurs de la synthèse des lipides, sauf A                                                                         | Thiocarbamate                                              | faible                                     | Triallate                               |  |
| N                                  | Inhibiteurs de la synthèse des lipides, sauf A                                                                         | Thiocarbamate                                              | faible                                     | Vernolate                               |  |
| N                                  | Inhibiteurs de la synthèse des lipides, sauf A                                                                         | Benzofurane                                                | faible                                     | Benfuresat                              |  |
| N                                  | Inhibiteurs de la synthèse des lipides, sauf A                                                                         | Benzofurane                                                | faible                                     | Éthofumesate                            |  |
| N                                  | Inhibiteurs de la synthèse des lipides, sauf A                                                                         | Phosphordithioate                                          | faible                                     | Bensulid                                |  |
| N                                  | Inhibiteurs de la synthèse des lipides, sauf A                                                                         | Acide chlorocarbonique                                     | faible                                     | Acide trichloroacétique                 |  |
| N                                  | Inhibiteurs de la synthèse des lipides, sauf A                                                                         | Acide chlorocarbonique                                     | faible                                     | Acide 2,2- dichlorpropionique (2,2-DPA) |  |
| O                                  | Herbicides auxiniques ou auxines synthétiques (substances de croissance, agissant comme l'acide indole-acétique)       | Acide phénoxycarbonique (Acide phénoxy-alcane-carbonique)  | impossible                                 | 2,4-D                                   |  |
| O                                  | Herbicides auxiniques ou auxines synthétiques (substances de croissance, agissant comme l'acide indole-acétique)       | Acide phénoxycarbonique (Acide phénoxy-alcane-carbonique)  | impossible                                 | 2,4-DB                                  |  |
| O                                  | Herbicides auxiniques ou auxines synthétiques (substances de croissance, agissant comme l'acide indole-acétique)       | Acide phénoxycarbonique (Acide phénoxy-alcane-carbonique)  | impossible                                 | Dichlorprop                             |  |
| O                                  | Herbicides auxiniques ou auxines synthétiques (substances de croissance, agissant comme l'acide indole-acétique)       | Acide phénoxycarbonique (Acide phénoxy-alcane-carbonique)  | impossible                                 | 2,4,5-T                                 |  |
| O                                  | Herbicides auxiniques ou auxines synthétiques (substances de croissance, agissant comme l'acide indole-acétique)       | Acide phénoxycarbonique (Acide phénoxy-alcane-carbonique)  | impossible                                 | MCPA                                    |  |
| O                                  | Herbicides auxiniques ou auxines synthétiques (substances de croissance, agissant comme l'acide indole-acétique)       | Acide phénoxycarbonique (Acide phénoxy-alcane-carbonique)  | impossible                                 | MCPB                                    |  |
| O                                  | Herbicides auxiniques ou auxines synthétiques (substances de croissance, agissant comme l'acide indole-acétique)       | Acide phénoxycarbonique (Acide phénoxy-alcane-carbonique)  | impossible                                 | MCPP (ou Mécoprop)                      |  |
| O                                  | Herbicides auxiniques ou auxines synthétiques (substances de croissance, agissant comme l'acide indole-acétique)       | Acide benzoïque                                            | impossible                                 | Chlorambène                             |  |
| O                                  | Herbicides auxiniques ou auxines synthétiques (substances de croissance, agissant comme l'acide indole-acétique)       | Acide benzoïque                                            | impossible                                 | Dicamba                                 |  |
| O                                  | Herbicides auxiniques ou auxines synthétiques (substances de croissance, agissant comme l'acide indole-acétique)       | acide pyridine-carbonique / dérivés de l'acide picolinique | impossible                                 | Aminopyralide                           |  |
| O                                  | Herbicides auxiniques ou auxines synthétiques (substances de croissance, agissant comme l'acide indole-acétique)       | acide pyridine-carbonique / dérivés de l'acide picolinique | impossible                                 | Clopyralide                             |  |
| O                                  | Herbicides auxiniques ou auxines synthétiques (substances de croissance, agissant comme l'acide indole-acétique)       | acide pyridine-carbonique / dérivés de l'acide picolinique | impossible                                 | Fluroxypyr                              |  |
| O                                  | Herbicides auxiniques ou auxines synthétiques (substances de croissance, agissant comme l'acide indole-acétique)       | acide pyridine-carbonique / dérivés de l'acide picolinique | impossible                                 | Picloram                                |  |
| O                                  | Herbicides auxiniques ou auxines synthétiques (substances de croissance, agissant comme l'acide indole-acétique)       | acide pyridine-carbonique / dérivés de l'acide picolinique | impossible                                 | Triclopyr                               |  |
| O                                  | Herbicides auxiniques ou auxines synthétiques (substances de croissance, agissant comme l'acide indole-acétique)       | Acide quinoléine-carbonique                                | impossible                                 | Quinclorac                              |  |
| O                                  | Herbicides auxiniques ou auxines synthétiques (substances de croissance, agissant comme l'acide indole-acétique)       | Acide quinoléine-carbonique                                | impossible                                 | Quinmerac                               |  |
| O                                  | Herbicides auxiniques ou auxines synthétiques (substances de croissance, agissant comme l'acide indole-acétique)       | autres                                                     | impossible                                 | Bénazoline                              |  |
| P                                  | Inhibiteurs du transport de l'auxine                                                                                   | Phthalamate                                                |                                            | Naptalam                                |  |
| P                                  | Inhibiteurs du transport de l'auxine                                                                                   | Semicarbazone                                              |                                            | Diflufenzopyr                           |  |
| Z                                  | Mode d'action inconnu                                                                                                  | Arséniates                                                 |                                            | Méthylarséniate de sodium               |  |
| Z                                  | Mode d'action inconnu                                                                                                  | Dérivés du Pyrazole                                        | Difenzoquat                                |                                         |  |
| Z                                  | Mode d'action inconnu                                                                                                  | Dithiocarbamates                                           | Dazomet                                    |                                         |  |
| Z                                  | Mode d'action inconnu                                                                                                  | Dithiocarbamates                                           | Métam-sodium                               |                                         |  |
| Z                                  | Mode d'action inconnu                                                                                                  | Acide pélargonique                                         |                                            |                                         |  |
| Pas encore classés                 | Inhibiteurs de la tyrosine aminotransférase                                                                            | Époxyde                                                    |                                            | Cinméthyline                            |  |
| Pas encore classés                 | Inhibiteurs de la tyrosine aminotransférase                                                                            | Méthiozoline                                               |                                            |                                         |  |